# Gingas do Maculusso

Gingas de Maculusso (Maculusso - 1983), girl band angolana, premiada com o Prémio de Melhor Grupo de Música Moderna/Tradicional na edição de 2020 dos Prémios Globo Zap.           

## História
As Gingas de Maculusso, surgiram em 1983, no bairro do Maculusso em Luanda, no âmbito do projecto Avilupa Kuimbila  que era coordenado por Rosa Roque e que foi também a  mentora do grupo.
Estrearam-se num dos programas infantis da Rádio Nacional de Angola.  Inicialmente o grupo era composto por Celma Miguel, Gersy Pegado, Georgina Stela, Maria João Paula Daniela e Patrícia Faria.
Ganharam o Prémio de Melhor Grupo de Música Moderna/Tradicional na edição de 2020 dos Prémios Globo Zap.

## Discografia
A sua discografia é composta pelos discos: 
- Mbanza Luanda
- Malanje-Natureza & Ritmos
- Xiyami [6]
- Muenhu
- Luachimo [7]
- O Melhor das Chingas do Macussulo [8]

## Ligações Externas
- TPA | As Gingas -  Kimbange